# Arctosa niccensis
Arctosa niccensis är en spindelart som först beskrevs av Embrik Strand 1907.  Arctosa niccensis ingår i släktet Arctosa och familjen vargspindlar. Inga underarter finns listade i Catalogue of Life.